# Кведа-Маматі
Кведа-Маматі (груз. ქვედა მამათი) — село в Грузії.
За даними перепису населення 2014 року в селі проживає 163 особи.